# 伊瑟尔堡
伊瑟尔堡（德語：Isselburg，發音：[ˈɪsl̩ˌbʊʁk] ⓘ）是德国北莱茵-威斯特法伦州明斯特行政区博尔肯县的城市，面积42.8平方千米，2023年12月31日人口为11,260人。